# Химн на Свободна Русия
Химнът на свободна Русия (на руски: Гимн Свободной России) е предложен химн на Руската република след Февруарската революция. Музиката е композирана от руския композитор Александър Гречанинов, а текстът е написан от Константин Балмонт. Въпреки това, за разлика от Работническата Марсилиеза, Химнът на свободна Русия не е приет от временното руско правителство от 1917 г., нито е одобрен по време на няколко специални срещи на артисти.
|  | Тази страница частично или изцяло представлява превод на страницата Anthem of Free Russia в Уикипедия на английски. Оригиналният текст, както и този превод, са защитени от Лиценза „Криейтив Комънс – Признание – Споделяне на споделеното“, а за съдържание, създадено преди юни 2009 година – от Лиценза за свободна документация на ГНУ. Прегледайте историята на редакциите на оригиналната страница, както и на преводната страница, за да видите списъка на съавторите. ВАЖНО: Този шаблон се отнася единствено до авторските права върху съдържанието на статията. Добавянето му не отменя изискването да се посочват конкретни източници на твърденията, които да бъдат благонадеждни. |